# Blažkov (zámek)
Zámek Blažkov je novobarokní zámeček, který se nachází na severním okraji katastru obce Myštěves. Od roku 1990 je chráněn jako kulturní památka České republiky.

## Historie
Mylně je zámeček uváděn často jako barokní z 18. století. Ve skutečnosti byl však vystavěn v novobarokním slohu v roce 1901.
Myštěves byla součástí panství Skřivany, které v roce 1897 zakoupil průmyslník a šlechtic Gaston Ritter von Mallmann. Jeho sídlem byl novogotický zámek sousedící s cukrovarem ve Skřivanech. Blažkovský zámek nechal vystavět v roce 1901 jako své letní sídlo. K zámku patřil i anglický park. Rytíř Mallmann se však záhy zadlužil, celé panství nechal zastavit a následně přenechal Pozemkové bance v Praze. Od té jej v roce 1913 koupil prof. MUDr. Václav Piťha, věhlasný lékař a od roku 1908 profesor porodnictví a gynekologie na Karlově univerzitě. Václav Piťha zemřel v roce 1922, ale jeho manželka Hermína zde bydlela až do znárodnění celého majetku Piťhových včetně zámečku v roce 1950. Zámeček měl sloužit nejprve pro sirotky Řecké občanské války, ale objekt v roce 1951 obsadila Státní bezpečnost: Ohradila jej tři metry vysokou dvojitou zdí plotu a vybudovala v suterénu objektu vězeňské cely pro pobyt a výslech zvláštních osob. Vně byly instalovány reflektory. Od 17. dubna 1953 zde byli internováni pražský katolický primas kardinál Josef Beran (do prosince 1957) a dále českobudějovický biskup Josef Hlouch (do 1. května 1954), od začátku května téhož roku brněnský biskup Karel Skoupý a apoštolský administrátor rožňavské diecéze Róbert Pobožný (oba do 10. září 1956). Trpěli zimou a hladem.
Spekuluje se, že zde byla držena i vdova po Klementu Gottwaldovi za to, že vykřikovala, že jejího manžela otrávili v Sovětském svazu. Státní bezpečnost zde byla až do roku 1960. Zámeček poté sloužil jako sklad košil a knih. V roce 1976 jej získala Československá televize, která zde vybudovala rekreační a školící středisko ČST. V letech 1991/92 byl původní majetek rodiny Piťhů včetně zámečku navrácen v restituci. Rodina Piťhů zde od roku 2003 provozuje Queens Park Golf Club.